# Liam Kenny
Pour les articles homonymes, voir Kenny.
Liam Kenny, né le 2 novembre 1977 à Perth, est un joueur professionnel de squash représentant l'Irlande. Il atteint le 31e rang mondial en avril 2007, son meilleur classement. Il est champion d'Irlande à 6 reprises après avoir mis fin au long règne de Derek Ryan.

## Biographie
Il fait partie de l'équipe junior d'Australie avant d'opter pour la nationalité irlandaise en 2000 car son père Martin est natif de Cork.

## Palmarès

### Titres
- Championnats d'Irlande : 6 titres (2001, 2004-2008)

### Finales
- Motor City Open : 2006